# Gabriel Ier de Montgommery
Pour les articles homonymes, voir Montgomery.
Gabriel de Lorges, comte de Montgommery (qui signait Mongonmery), seigneur de Ducey, seigneur de Lorges, né à Ducey le 5 mai 1530 et exécuté à Paris le 26 juin 1574, est un homme de guerre français, régicide involontaire d’Henri II. Il fut par la suite l'un des commandants protestants les plus capables de l'amiral de Coligny durant les guerres de Religion.

## Biographie

### Le tournoi de la rue Saint-Antoine

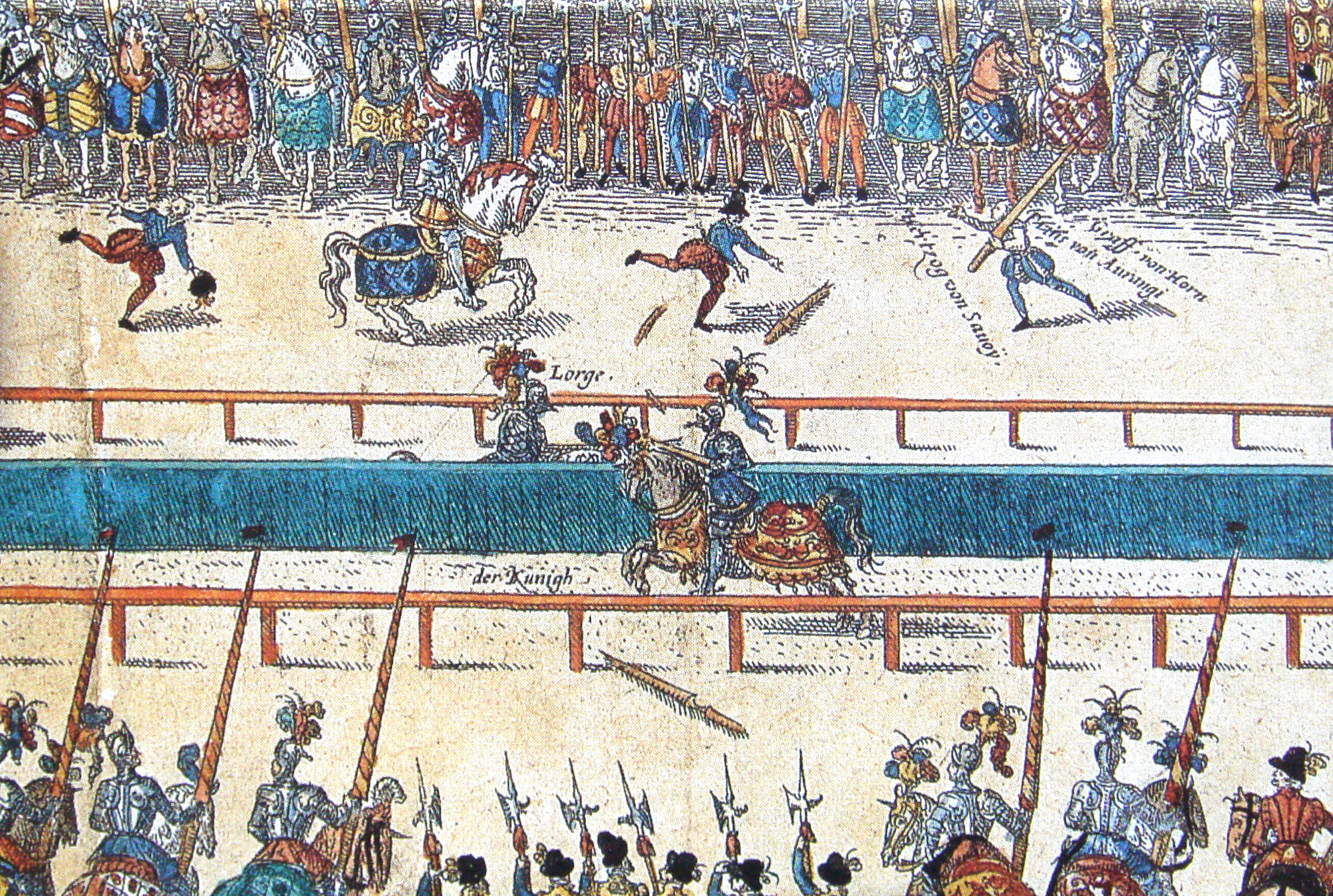
Le tournoi fatal entre Henri II (roi de France) et Montgomery (« Lorges »).
Gravure allemande coloriée, XVIe siècle.

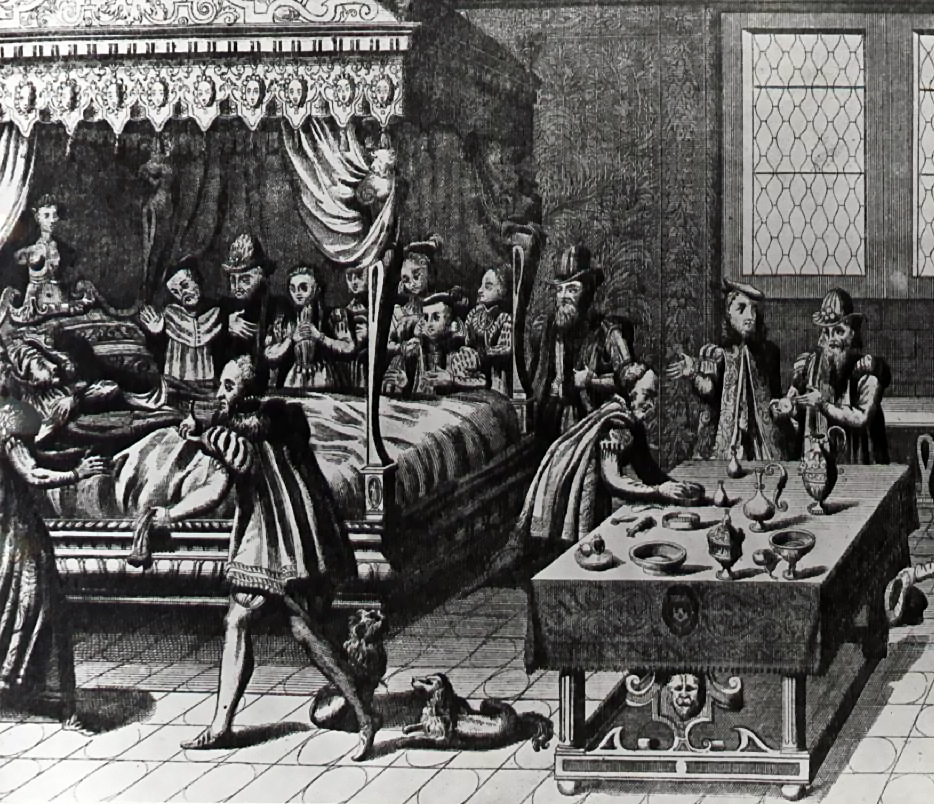
L'agonie d'Henri II à l'hôtel des Tournelles.

Fils de Jacques Ier de Montgomery, originaire d'Écosse, Gabriel de Lorges était le capitaine de la garde écossaise du roi Henri II.
Le 30 juin 1559, lors du tournoi organisé par Henri II pour célébrer le mariage de sa fille Élisabeth avec Philippe II d'Espagne, Montgommery affronte et blesse mortellement son souverain, lui transperçant accidentellement l'œil de sa lance. Le roi agonisa dix jours durant, et, malgré la présence de son chirurgien Ambroise Paré, mourut le 10 juillet 1559. En effet, Paré n’était encore que « simple chirurgien » et seuls les médecins avaient le droit de soigner le roi.
Jean-François Dreux du Radier en fait la relation suivante en 1759 :

« Henri, qui voulut voiler l’ignominie du traité de Câteau-Cambresis, par splendeur des fêtes et la magnificence des noces de sa fille Élisabeth de France, avec Philippe II, Roi d’Espagne et celle de sa sœur Marguerite de France avec Emmanuel–Philibert, Duc de Savoye, ordonna un Tournoi Solemnel contre tous venans. Sa majesté, le Duc de Ferrare, le Duc de Guise, et M. de Nemours étaient les tenants.
Le Roi, l’un des meilleurs cavaliers de son royaume, fit admirer son adresse et sa valeur. Mais vers la fin du tournoi, voulant, dit-il, rompre encore une lance à l’honneur des dames, d’autres disent de la Reine son épouse, il en envoya une au jeune Gabriel de Montgommery. La Reine, le supplia inutilement de sortir du tournoi : Montgommery refusa d’entrer en lice autant qu’il le put, et jusqu’à un ordre exprès qu’il en reçut du Roi. Ils coururent enfin l’un contre l’autre, et si rudement que les lances se brisèrent et que Montgommery, emporté par son cheval, donna dans l’œil droit du Roi, qui avait la visière de son casque levée, du tronçon qui lui resta la main. Le coup pénétra si avant, que le crâne en fut enfoncé.
Le Roi chancela et aussitôt emporté à l'hôtel des Tournelles (aujourd’hui la place des Vosges), près duquel le combat s’était déroulé. On épuisa inutilement tout ce que la chirurgie a d’art et d’industrie. Il se forma un abcès dans la tête du Roi, qui mourut le douzième jour, qui était le 10 juillet 1559. Il ordonna qu’on achevât le mariage de sa sœur avec le Duc de Savoye, et déclara qu’il pardonnait à Montgommery […] »

— Jean-François Dreux du Radier, Tablette anecdotes et historique de rois de France depuis Pharamond jusqu'à Louis XV.

#### Prophétie de Nostradamus
On a voulu faire correspondre à cette mort accidentelle d’Henri II l'une des prophéties faites par Nostradamus : 

« Le Lyon jeune le vieux surmontera ;
En champ bellique par singulier duel, 
Dans cage d'or les yeux lui crèvera, 
Deux classes une puis mourir mort cruelle. »

— Nostradamus.

#### Celui qui tua a jouster le roy Henry
Henri II exonère Montgommery de toute faute et l'aurait absous de tout blâme sur son lit de mort : « — Ne vous souciez, répondit Henri d'une voix faible. Vous n'avez besoin de pardon, ayant obéi à votre roy et fait acte de bon chevalier et vaillant homme d'armes. » Le jeune comte prit la fuite le jour même du drame. Il devint pour tous et partout en Europe : « Celui qui tua a jouster le roy Henry ». Dès la première séance du Conseil privé qui se tint le lendemain de l’avènement de François II, il fut banni de la cour et cassé de son grade de capitaine de la garde écossaise, le régicide se réfugia un temps à Venise, puis revint sur ses terres de Normandie.
Choqué par le massacre de Wassy, Montgommery se convertit et adhère à la Réforme à Saint-Lô et installe un prêche en son château de Ducey. La nouvelle de son ralliement est vécue comme un soulagement et un espoir pour les protestants par delà la Normandie.

### Pendant la première guerre de Religion

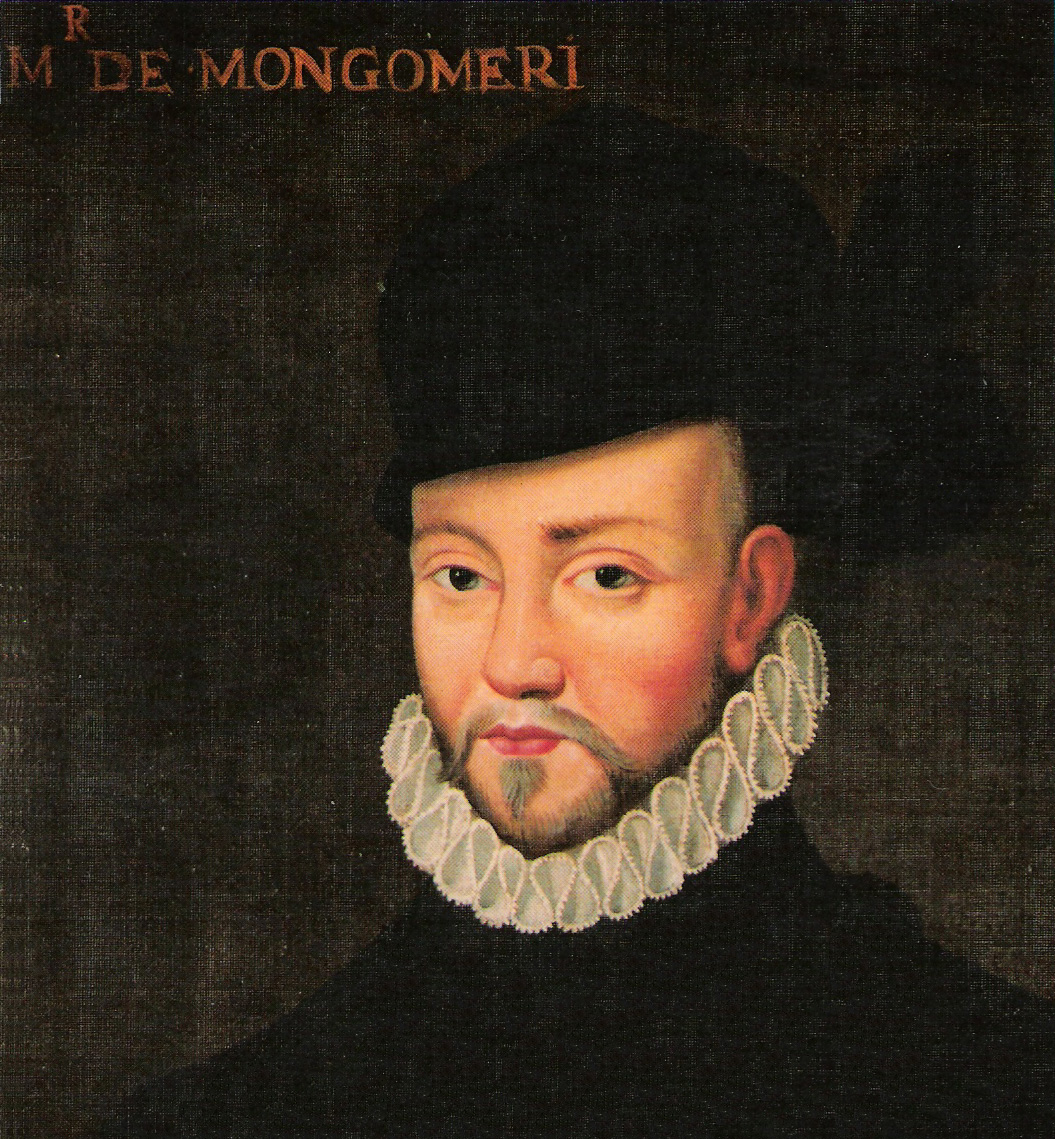
Gabriel de Lorges, comte de Montgomery.
Anonyme, XVIe siècle.

Le 27 mai 1562, lors de la première guerre de Religion, il prend la ville de Bourges sans faire une seule victime, mais l'armée et la foule en rage saccagent les décorations, images et statues des églises de la ville. 
Il se distingue ensuite à Rouen à la tête des protestants qui se sont emparés de la ville, assiégée par l'armée royale. Il repousse plusieurs assauts, avant de s'enfuir in extremis, en barque, le 26 octobre. Il force un barrage dressé à Caudebec, en travers de la Seine, et rejoint Le Havre que les protestants avaient ouvert aux Anglais. Là, il rassemble de nouvelles troupes et avec l'amiral de Coligny, s'empare de Caen et ravage la Basse-Normandie, s'opposant au maréchal de Matignon. 

#### Le libérateur de la Navarre et du Béarn
Lors de la troisième guerre de Religion (1568-1570), il est un des grands capitaines du camp protestant dans les campagnes de Guyenne, Périgord, Quercy et Béarn.
La reine de Navarre Jeanne d'Albret fait de Montgommery son lieutenant général pour reconquérir ses États. En trois semaines, il reconquiert le Béarn, prenant Orthez et faisant exécuter systématiquement tous les prisonniers catholiques. Il ravage Tarbes, prend Saint-Sever et Mont-de-Marsan, rase l'abbaye d'Hagetmau  et s'installe sur l'Adour. Durant la bataille de Jarnac, il tente sans succès de dégager Condé. Chassé de Mont-de-Marsan par Blaise de Monluc le 20 septembre 1569, il doit fuir en abandonnant son artillerie. Non poursuivi en raison d'un désaccord entre Monluc et Damville, il reprend sa campagne en Gascogne. Les excès qu'il y commet sont immenses et frappent de terreur la population. Après la bataille de Moncontour, Montgommery rejoint Coligny, et ils dirigent ensemble leurs forces sur Toulouse. La paix de Saint-Germain, en 1570, met fin à cette campagne.

#### Le général des huguenots
Durant le massacre de la Saint-Barthélemy, il put échapper aux tueurs car il était logé avec d'autres protestants de l'autre côté de la Seine, dans le faubourg Saint-Germain. Après l'assassinat de l'amiral de Coligny, un huguenot blessé traversa la Seine à la nage pour les avertir du danger. Montgommery et ses hommes prirent aussitôt la fuite à bride abattue, pourchassés par deux cents cavaliers menés par Henri de Guise, par le duc d'Aumale, son oncle et par le grand prieur de France, Henri, duc d'Angoulême, frère bâtard de Charles IX.
Montgommery trouva refuge avec sa famille sur l'île de Jersey. Sa tête fut aussitôt mise à prix par Charles IX, furieux de le savoir vivant et en liberté. Des chasseurs de primes le pourchassèrent jusqu'en Angleterre où Catherine de Médicis réclama à plusieurs reprises son extradition. La reine Élisabeth lui fit répondre :

« Vrai est, que de le renvoyer en France où l'on ne fait autre procès sinon savoir qu'un fût protestant pour incontinent le mettre à mort, ma conscience ne le pourroit permettre. »

En 1573, le comte amène d'Angleterre une escadre de protestants français pour délivrer les Rochelais du siège entrepris par le duc Henri d'Anjou. Il échoue. Avec ses navires, il repart vers le nord et s'empare de Belle-Île. Quelques semaines plus tard, il est délogé de Belle-Île et retourne à Londres.

### L'exécution du comte de Montgommery

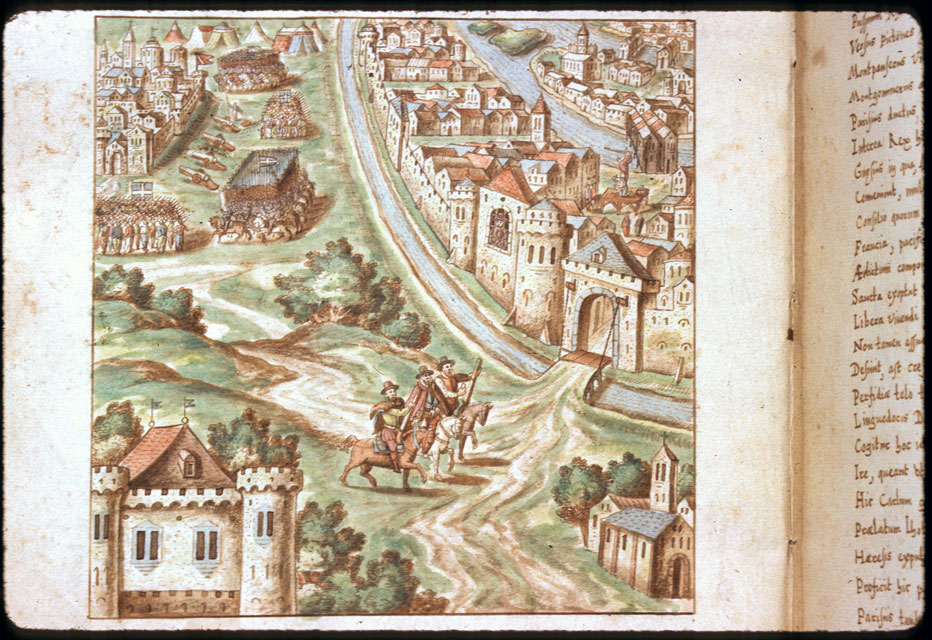
Représentation juxtaposant plusieurs scènes consécutives : le siège de Domfront ainsi que l'arrestation, l'emprisonnement et l'exécution de Montgommery.
Enluminure du manuscrit Carmen de tristibus Galliae, 1577, Bibliothèque municipale de Lyon, ms. 0156,.

Catherine de Médicis finit par obtenir satisfaction en 1574. Montgommery, ayant débarqué avec une armée de 5 000 hommes à Saint-Vaast-la-Hougue, pour reprendre le Cotentin, est assiégé dans Domfront le 9 mai et se rend le 27 mai au maréchal de Matignon.
Conduit à Paris à la prison de la Conciergerie, il est condamné pour crime de lèse-majesté, puis torturé et décapité en place de Grève le 26 juin 1574, sous les yeux de Catherine de Médicis qui assiste au spectacle depuis une fenêtre de l'hôtel de ville. Il a le temps de saluer son ami Fervacques avant de faire ses prières à la foule. Informé sur l'échafaud qu'un édit royal confisquait ses biens et privait ses enfants de leurs titres, il dit à ses bourreaux : « Dites à mes enfants que s'ils ne peuvent reprendre ce qui a été pris, je les maudis de ma tombe. »

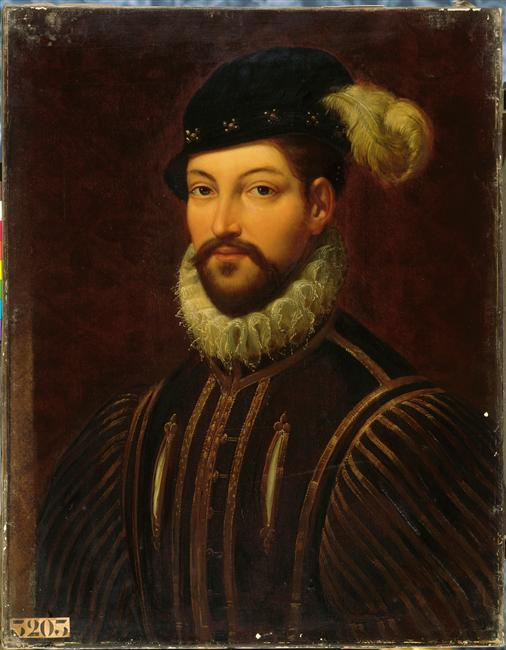
Gabriel de Lorges, comte de Montgommery.
Huile sur toile d'Eloi Firmin Féron, XIXe siècle.

## Dans les arts populaires
Alexandre Dumas a donné une version romancée de l’histoire de Montgommery dans son roman Les deux Diane, qui a en réalité été entièrement écrit par son ami Paul Meurice.

## Hommage contemporain
Un collège de la ville de Ducey porte le nom de Gabriel de Montgomery, orthographié avec un seul m, contrairement à l'usage de conserver un seul m pour les Montgomery des branches britanniques et irlandaises et deux m pour les descendants de René de Montgommery qui se sont installés en France.

### Sources primaires
- « La prise du comte de Montgommery dans le château de Donfron, par Monsieur de Matignon, le 27 mai 1574 », Archives curieuses de l'histoire de France, 1836, 1re série, tome 8, Paris, p. 223-240, lire en ligne.
- « Discours de la mort et exécution de Gabriel, comte de Montgommery », Archives curieuses de l'histoire de France, 1836, 1re série, tome 8, Paris, p. 241-253, lire en ligne.